# Szávai Viktória
Szávai Viktória, született Szabó Viktória (Budapest, 1976. május 17. –) Jászai Mari-díjas magyar színésznő.

## Életpályája
A szentesi Horváth Mihály Gimnázium dráma tagozatán tanult. 1998-ban végzett a Színház- és Filmművészeti Egyetem színész szakán Benedek Miklós osztályában. Első főszerepeit a Budapesti Kamaraszínházban játszotta, diploma után a Radnóti Színházba szerződött, melynek 2017-ig a tagja volt. 2017-től szabadúszó.

### Családja
Öccse G. Szabó Hunor dobos, dzsesszzenész. Élettársa Herner Dániel volt, akivel közös gyermekük Noémi, 2004-ben született.

## Fontosabb színházi szerepei
- John Pielmeier: Isten Ágnese (r.: Valló Péter) (Ágnes), Budapesti Kamaraszínház, 1997
- William Shakespeare: Hamlet (r.: Ruszt József) (Ophélia), Budapesti Kamaraszínház, 1997
- Kiss Csaba: Animus és Anima (r.: Tordy Géza) (Gizella), Budapesti Kamaraszínház, 1998
- William Shakespeare: Romeo és Júlia (r.: Ruszt József) (Júlia) / Budapesti Kamaraszínház, 1998
- Euripidész: Iphigeneia Auliszban (r.: Valló Péter) (Iphigeneia) / Radnóti Miklós Színház, 1998
- Vajda Katalin: Anconai szerelmesek (r.: Valló Péter) (Lucia, Drusilla) / Radnóti Miklós Színház, 1999
- Molnár Ferenc: Hattyú (r.: Benedek Miklós) (Alexandra) / Szolnoki Szigligeti Színház, 1999
- Anton Pavlovics Csehov: Sirály (r.: Valló Péter) (Mása) / Radnóti Miklós Színház, 1999
- Carlo Goldoni: Két úr szolgája (r.: Koltai M. Gábor) (Beatrice) / Szolnoki Szigligeti Színház, 2000
- Ben Jonson: Volpone (r.: Valló Péter) (Celia) / Thália Színház, 2001
- Füst Milán: Máli néni (r.: Valló Péter) (Margit kisasszony) / Radnóti Miklós Színház, 2001
- Darvasi László: Störr kapitány (r.: Deák Krisztina) (Maria) / Radnóti Miklós Színház, 2002
- Molnár Ferenc: Az ördög (r.: Forgács Péter) (Elza) / Radnóti Miklós Színház, 2002
- Anton Pavlovics Csehov: Három nővér (r.: Verebes István) (Natasa) / Radnóti Miklós Színház, 2002
- Eisemann – Baróti – Dalos: Bástyasétány 77. (r.: Valló Péter) (Tini) / Radnóti Színház, 2003
- Bartis Attila: Anyám, Kleopátra (r.: Garas Dezső) (Eszter) / Nemzeti Színház, 2003
- Oscar Wilde: Az ideális férj (r.: Valló Péter) (Gertrud Chiltern) / Radnóti Színház, 2003
- Hamvai Kornél: Castel Felice (r.: Valló Péter) (a nő) / Radnóti Színház, 2005
- Hyppolit, a lakáj (r.: Verebes István) (Terka) / Ruttkai Éva Színház, 2006
- Krleža: Szentistvánnapi búcsú (r.: Gothár Péter) (Stella) / Radnóti Színház, 2006
- Paul Gavault és Robert Charvay: A csodagyermek (r.: Valló Péter) (Elise Moulurey) / Radnóti Színház, 2007
- Heltai Jenő-Várady Szabolcs-Darvas Ferenc: Naftalin (r.: Szabó Máté) (Terka) / Radnóti Színház, 2010
- Lars von Trier: A Főfőnök (r.: Anger Zsolt) (Kisser) / Radnóti Színház, 2010

- Babel: Alkony – Madám Popjatnyik
- Lorca: Yerma – Maria
- Térey János: Protokoll – Blanka
- Georges Feydau: Bolha a fülbe – Raymonde Chandebise
- Ingmar Bergman: Jelenetek egy házasságból – Marianne
- Nényei Pál: Mozgófénykép – Barkay Mici
- Mohácsi István – Mohácsi János: A csillagos ég – Abonyi Nóra, rendező
- Schnitzler: Anatol és a nők – Ilona
- Euripidész: Oresztész – Helené
- Euripidész: Helené – Helené
- Csiky Gergely után Mohácsy István – Mohácsi János: Buborékok – Szerafin
- Tasnádi István – Dinyés Dániel – Hajós András: Spam operett – Varga Vivien
- Shakespeare: Lear király – Goneril, Lear legidősebb lánya
- Miroslav Krleža: A Glembay ház – Castelli báróné
- Jack Thorne: Engedj be! – Anya
- Závada Pál: Az utolsó üzlet – Helén
- Mika Myllyaho: KÁOSZ – Emma
- Stefan Vögel: Egy apró kérés – Katrin

### Játékfilmek
- Szabadság, szerelem (2006) – Hanák Eszter
- Szabó István: Tíz perccel később
- 9 és ½ randi (2008) – Viki
- Szinglik éjszakája (2009) – Adrienn
- BÚÉK! (2018) – Alíz
- FOMO – Megosztod, és uralkodsz (2019)

### Tévéfilmek, sorozatok
- Tűzvonalban (2007–2008) – Erika
- Presszó (1998) – Ági
- Csak színház és más semmi (2016–2019) – Lajtai Petra
- A színésznő (2017) – Anna
- Mintaapák (2020–2021) – Sipos Linda

## Szinkron
- League of legends – Camille

## Díjai
- Súgó-csiga díj (2002)
- Radnóti-díj – Legjobb színésznő (2002, 2009, 2013)
- Jászai Mari-díj (2011)
- Magyar Filmdíj (2019) – Legjobb női főszereplő (tévéfilm)